# Monument van de Revolutie (Paramaribo)

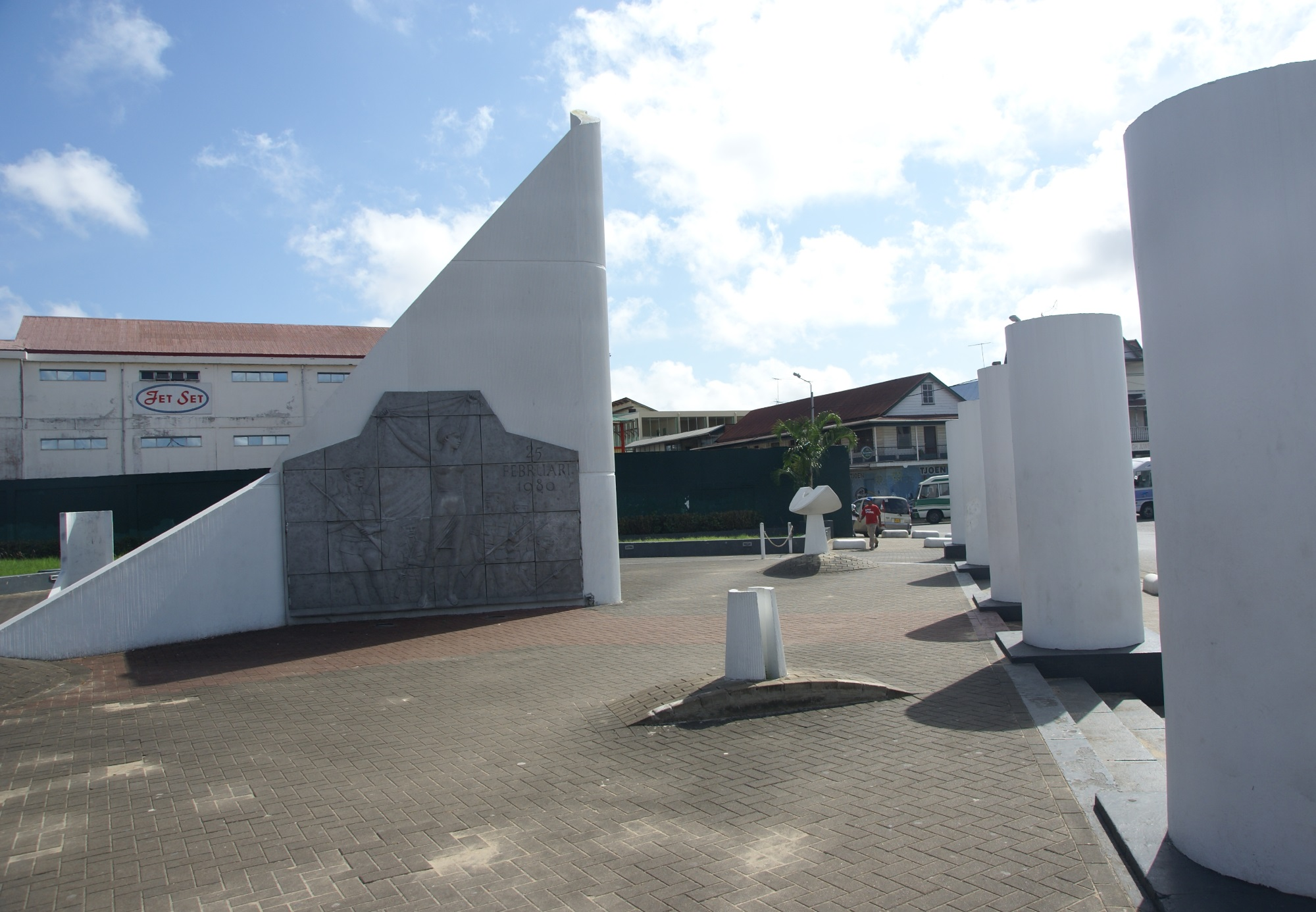
Het monument van de Revolutie aan de Waterkant.

Het Monument van de revolutie is een herdenkingsplek aan de Waterkant in Paramaribo, Suriname. Deze plek ligt bij de T-splitsing met de Heiligenweg.
Op deze herdenkingsplek stond tot 1980 het Hoofdbureau van Politie. Tijdens de Sergeantencoup brandde het pand af nadat het door fosforgranaten was bestookt.
De militaire regering besloot er een herdenkingsplek voor de staatsgreep van te maken en schreef een ontwerpwedstrijd uit, die gewonnen werd door de kunstenaar Jules Chin A Foeng. Hij vormde de plek om tot een stedelijk plein, waarbij de overgebleven vijf kolommen van het verloren gegane politiebureau opgenomen werden in het ontwerp.
In het midden van het plein plaatste hij een herdenkingsplaquette. Het monument werd op 25 februari 1981 onthuld.
Andere monumenten die door het militaire regime werden geplaatst, zijn De Historische Strijd in Nieuw-Amsterdam, het Bevrijdingsmonument in Groningen en het Gedenkteken van de Revolutie in Totness.